# Craig Parnham
Craig Parnham, angleški hokejist na travi, * 13. julij 1973, Bridgnorth.
Sodeloval je v hokeju na poletnih olimpijskih igrah leta 2000 in leta 2004.